# Enjo kōsai
Enjo-kōsai (援助交際 (viện trợ giao tế) nghĩa đen, enjo- "viện trợ", "giúp đỡ hoặc hỗ trợ", kousai- "giao tế", "họp mặt, giao thiệp, đan xen", rút gọn thành enkō "viện giao" "援交") là một loại quan hệ tình dục giao dịch. Đó là một thuật ngữ tiếng Nhật cho một thực tế để chỉ việc những người đàn ông lớn tuổi đưa tiền hoặc những món quà xa xỉ cho những phụ nữ trẻ hấp dẫn để được yêu thích. Đối tượng nữ tham gia bao gồm từ các cô gái đi học (hoặc kinh doanh JK) đến các bà nội trợ. Thuật ngữ này thường được dịch là hẹn hò bù đắp/trợ cấp/trả tiền/thuê.
Trường hợp ngược lại của việc phụ nữ trả tiền cho đàn ông, gyaku enjo kōsai (逆援助交際 (nghịch viện trợ giao tế) hẹn hò trả tiền ngược), không phải là một hiện tượng xã hội được ghi nhận, nhưng những lời dụ dỗ lừa đảo từ những phụ nữ hư cấu đề nghị trả tiền cho tình dục là một chiến thuật phổ biến trong các email lừa đảo.

## Định nghĩa
Ý nghĩa phổ biến nhất của thuật ngữ enjo-kōsai ở Nhật Bản là nó là một hình thức mại dâm trẻ em, theo đó các cô gái tham gia bán thân thể của họ để đổi lấy hàng hiệu hoặc tiền. Tuy nhiên, một số tổ chức và nhà văn đã lập luận rằng enjo-kōsai khác với mại dâm và có thể bao gồm việc chỉ dành thời gian cho nhau để được đền bù. Một số trung tâm dành cho phụ nữ ở Nhật Bản, bao gồm "trao đổi mối quan hệ xã hội (company) hoặc thời gian của một cô gái" như một phần của phương trình này và nhấn mạnh rằng những hoạt động khác này định nghĩa enjo-kōsai. Nhà nhân chủng học Laura Miller lập luận trong nghiên cứu của mình rằng phần lớn các cuộc hẹn hò enjo-kōsai bao gồm các nhóm cô gái đi cùng một nhóm đàn ông lớn tuổi đến quán karaoke trong vài giờ và được trả tiền cho thời gian của họ.
Hơn nữa, trong một cuộc khảo sát năm 1998 của Quỹ Phụ nữ Châu Á, các nhà nghiên cứu đã phát hiện ra rằng ít hơn 10 phần trăm tất cả các nữ sinh trung học tham gia vào enjo-kōsai và hơn 90 phần trăm các cô gái được hỏi chứng thực rằng cảm thấy không thoải mái khi trao đổi hoặc mua các dịch vụ tình dục bằng tiền. Vào năm 2015, Báo cáo viên Đặc biệt của Hội đồng Nhân quyền Liên hợp quốc về mua bán trẻ em, mại dâm trẻ em và nội dung khiêu dâm trẻ em ước tính rằng 13% trẻ vị thành niên bị cáo buộc tham gia vào việc hẹn hò trả tiền.

## Nhận thức trong xã hội Nhật Bản
Một cuộc thăm dò năm 1997 trong chương trình Asa Made Nama Terebi của TV Asahi cho thấy 70 phần trăm số người được hỏi phản đối các hành vi enko-kōsai liên quan đến quan hệ tình dục, trong khi 30 phần trăm tán thành. Thông thường, nó được coi là sự mở rộng của sự tập trung ngày càng tăng của Nhật Bản vào xã hội tiêu dùng, phần lớn trong số đó là điều mà các nhà phê bình cho là nguyên nhân của enjo-kōsai. Những người chỉ trích lo lắng rằng những cô gái tham gia vào enjo-kōsai sẽ lớn lên trở thành những người vợ và người mẹ không xứng đáng. Nhận thức này xuất phát từ sự nghi ngờ rằng khi những cô gái này trưởng thành, họ sẽ nhanh chóng từ bỏ lòng trung thành và cam kết với gia đình của mình khi được tiền bạc và lợi ích vật chất quyến rũ. Tuy nhiên, một số nhóm nữ quyền và các nhà phê bình coi enjo-kōsai là một cách trao quyền để "làm suy yếu các mô hình gia trưởng về quyền được sử dụng để đánh giá và kiểm soát phụ nữ". Kiểm soát cơ thể và phương tiện để hỗ trợ bản thân là một kiểu độc lập mới của những cô gái này. Phụ nữ tốt ở Nhật Bản được cho là nhạy cảm, khiêm tốn, biết nuôi dưỡng và tôn trọng, tuy nhiên, các cô gái tham gia vào enjo-kōsai rõ ràng là từ chối những đức tính tiết chế (restraint) và khiêm tốn của phụ nữ ở Nhật Bản. Các nhà hoạt động nữ quyền như Chizuko Ueno chỉ ra rằng việc các cô gái tình cờ tiếp cận thị trường hẹn hò này không phải là vấn đề đạo đức, mà là xác suất. Không sớm thì muộn, những cô gái và phụ nữ trẻ này, với mong muốn độc lập về tài chính, sẽ thâm nhập vào thị trường này để trao quyền cho chính họ.

## Mô tả phương tiện
Ở Nhật Bản, các phương tiện truyền thông có xu hướng hiển thị enjo-kōsai theo cách khá tiêu cực. Kịch bản điển hình liên quan đến một cô gái khao khát tiền bạc, vì vậy cô ấy quyết định tham gia vào enjo-kōsai. Chỉ sau này, cô ấy mới dừng lại khi một người bạn hoặc một cá nhân nào đó can thiệp và thông báo cho cô ấy về những rủi ro và hậu quả tiềm ẩn của hành vi của cô ấy. Dưới đây là một số ví dụ từ các bộ phim và phim truyền hình.
Bộ phim Bounce Ko Gals năm 1997 của đạo diễn Masato Harada kể về câu chuyện của một nữ sinh Nhật Bản ở Tokyo, người bị thuyết phục thử enjo-kōsai như một cách để kiếm tiền nhanh chóng sau khi bị cướp. Harada sử dụng cốt truyện như một phép ẩn dụ và phê phán chủ nghĩa tiêu dùng của người Nhật, trong đó mọi thứ bao gồm cả con người đều trở thành một sản phẩm.
Trong bộ phim Love & Pop năm 1998 của Hideaki Anno, nhân vật chính, một nữ sinh trung học 16 tuổi tên là Hiromi, đi đến những cuộc hẹn hò trợ cấp để mua một chiếc nhẫn mà cô yêu thích. Cha mẹ cô không để ý đến cô nhiều và Hiromi thường đi chơi với ba người bạn thân nhất của cô, những người trong các enjo-kōsai trước đó. Hiromi theo dõi bạn bè của cô và bắt đầu làm điều tương tự. Trong suốt bộ phim, họ gặp gỡ với nhiều dạng đàn ông khác nhau và đồng hành cùng họ trong nhiều hoạt động khác nhau. Những hoạt động này bao gồm ăn tối tại nhà hàng, nếm thử tài nấu ăn của một người đàn ông, hát ở quán karaoke và ghé thăm cửa hàng cho thuê băng hình. Mặc dù Hiromi gần như nhượng bộ và quan hệ tình dục vì số tiền còn lại cần thiết cho chiếc nhẫn, cuộc hẹn hò của cô đã cho cô một bài học về lý do tại sao cô không nên làm như vậy.
Trong bộ phim truyền hình live action Nhật Bản Great Teacher Onizuka, một nữ sinh tên Miyabi, vì buồn chán và thiếu sự giám sát của người lớn ở nhà, đã gây áp lực buộc bạn bè của cô, Chikako và Erika, phải hẹn hò với những người đàn ông lớn tuổi hơn, và trộm tiền của họ khi những người đàn ông đang tắm. Chikako vô tình gặp giáo viên của họ Onizuka vào một trong những ngày này. Trong phòng khách sạn, Chikako đòi Onizuka đi tắm. Onizuka nhận ra cái bẫy, ngăn chặn nỗ lực trốn thoát của Chikako và dạy cho cô một bài học tại sao trải nghiệm tình dục đầu tiên của cô nên xuất phát từ tình yêu chứ không liên quan gì đến tiền bạc. Tình cờ, Onizuka (bản thân là một trinh nam) cũng học được bài học tương tự từ chính tình huống đó.
Cuộc trò chuyện về cuộc tranh cãi về vi phạm pháp luật thậm chí còn được đưa vào các chương trình hướng đến các bé gái (shōjo) trong độ tuổi từ 11 đến 14 dưới dạng anime nhiều tập rất được yêu thích Super Gals! 2001. Trong tập đầu tiên của bộ phim, học sinh hạng nhất (straight A) Aya đi hẹn hò trợ cấp vì cô ấy muốn có tiền và vui vẻ như những cô gái khác, nhưng cũng vì cha mẹ nghiêm khắc và lịch trình không cho phép cô ấy có việc làm.
Trong loạt phim hoạt hình năm 1998, Initial D, học sinh trung học Natsuki Mogi hẹn hò với một người đàn ông lớn tuổi giàu có ("Papa"), người đã tặng quà cho cô để trao đổi.
Trong loạt phim hoạt hình My-HiME, một cô gái mờ ám tên là Nao Yuuki được cho là đã tham gia vào một enjo-kōsai. Cô sử dụng máy tính của mình để sắp xếp các cuộc hẹn qua internet, dưới cái tên Juliet... nhưng thay tham gia, cô sử dụng con mình là Julia để cướp "những người theo đuổi" của mình và đánh đập họ. Sau đó, Nao được giải thích đã làm vậy để trả thù đàn ông và đặc biệt là những tên trộm, vì những tên trộm đã giết cha cô và làm mẹ của Nao bị thương nặng khiến bà hôn mê.
Trong loạt phim hoạt hình năm 2018 FLCL Progressive, Aiko là bạn gái thuê cho Goro Mouri.
Đĩa đơn nhãn hiệu lớn thứ hai của nhóm nhạc thần tượng Nhật Bản AKB48 "Seifuku ga Jama o Suru" (制服が邪魔をする Đồng phục trường học thật cản trở) đã thu hút sự chú ý của công chúng với video âm nhạc gây tranh cãi của nó, đó là một hình dung theo nghĩa đen của lời bài hát, phần nào gợi ý đến chủ đề của enjo-kōsai. Ngay cả bản sao bán hàng trên quảng cáo truyền hình của nó là "Otousan, gomennasai" (お父さん、ごめんなさい Xin lỗi bố), một nhận xét của Atsuko Maeda, người đóng vai trò quan trọng trong video clip của nó.

## Bối cảnh xã hội
Mặc dù phần lớn xã hội Nhật Bản không khuyến khích kiểu hành vi này, nhưng điều đó đã không ngăn được các giáo viên, nhà sư, quan chức chính phủ, giám đốc điều hành công ty và những người có địa vị xã hội cao khác bị bắt vì dính líu tới enjo-kōsai.

## Quy định của chính phủ
Mại dâm là bất hợp pháp ở Nhật Bản kể từ năm 1958, nhưng chỉ gái mại dâm và ma cô mới bị trừng phạt, còn khách làng chơi thì thoát khỏi bất kỳ hình phạt nào từ luật pháp. Trong thời gian SCAP chiếm đóng Nhật Bản, Luật Phúc lợi Trẻ em đã được đưa vào luật như một biện pháp để bảo vệ trẻ em khỏi "hành vi dâm ô". Nhiều người đã chỉ trích luật pháp này quá mơ hồ trong việc bảo vệ trẻ em Nhật Bản khỏi bị lạm dụng tình dục và cho rằng nó không đủ để giữ các em gái tránh xa thị trường tình dục.
Trong những năm 1990, enjo kōsai, cũng như các hình thức bóc lột trẻ em khác, đã thu hút được sự chú ý của quốc gia ở Nhật Bản dẫn đến nhận thức của quốc tế. Do áp lực từ các tổ chức phi chính phủ bên ngoài và các quốc gia công nghiệp phát triển khác, chính quyền Tokyo đã cập nhật luật liên quan đến bóc lột trẻ em. Luật trừng phạt các hành vi liên quan đến mại dâm trẻ em và nội dung khiêu dâm trẻ em và bảo vệ trẻ em, vốn cấm người lớn trả tiền cho một người dưới 18 tuổi vì các hành vi khiêu dâm, đã được thông qua vào năm 1999.
Để chống lại hành vi sai trái của trẻ vị thành niên, nhiều tỉnh đã thiết lập một chương trình hodō (補導 (bổ đạo) "hướng dẫn", "giám hộ bảo vệ"). Hodōin là những cảnh sát mặc thường phục và tình nguyện viên tiếp cận những thanh niên có vẻ như đang tham gia vào các hành vi phạm pháp vị thành niên (juvenile delinquency) (ở ngoài sau 11 giờ đêm, hút thuốc dưới tuổi, đeo phụ kiện đắt tiền, v.v.) và đưa ra hướng dẫn chống lại hành vi đó. Khi cảnh sát cho là cần thiết, thanh thiếu niên được đưa đến trung tâm dành cho trẻ vị thành niên hoặc đồn cảnh sát để được "hướng dẫn chính thức" và được đưa vào danh bạ mật của cảnh sát. Vì enjo kōsai được coi là một vấn đề đạo đức liên quan đến giới trẻ Nhật Bản, nên chính quyền phải cẩn thận không làm các cô gái bị tẩy chay mà thay vào đó, cung cấp cho họ sự hỗ trợ và lời khuyên để hướng họ tránh xa enjo-kōsai.

## Các quốc gia hoặc quận khác

### Đài loan
Việc sử dụng thuật ngữ này bắt đầu lan rộng đến những nơi khác ở Đông Á vào cuối những năm 1990 thông qua các phương tiện truyền thông. Ý tưởng hẹn hò bù đắp đã trở nên phổ biến ở Đài Loan sau khi bộ phim truyền hình God, Please Give Me More Time trên JOCX của Nhật được phát sóng, trong đó một phụ nữ trẻ tham gia vào hoạt động này và phải chịu những cái giá của xã hội và vật chất. Tuy nhiên, cuối cùng thì nhân vật nữ chính cũng có thể xoay chuyển cuộc đời và có vẻ như thể hiện một hình ảnh tích cực cho tuổi trẻ. Theo học giả Oi-Wan Lam, thanh thiếu niên Đài Loan đồng nhất với cốt truyện của câu chuyện tình yêu và tiểu văn hóa của các nhân vật. Lam cũng chỉ ra những điểm tương đồng giữa các nền văn hóa phụ của Đài Loan và Nhật Bản, và quan điểm cho rằng enjo-kōsai không phải là một nghề nghiệp, viết rằng "Công việc tình dục không được xã hội công nhận là một hình thức công việc". Do sự công nhận này, thanh thiếu niên ở cả hai nền văn hóa cảm thấy họ sẽ không phải chịu hậu quả khi tham gia hoạt động.
Một điểm khác biệt chính giữa enjo-kōsai ở Nhật Bản và Đài Loan là cách các cô gái hẹn hò với khách hàng. Mặc dù các Telekura là địa điểm chính tạo điều kiện cho trò chơi điện tử ở Nhật Bản, Internet tạo điều kiện cho các cuộc gặp gỡ giữa các cô gái và khách hàng ở Đài Loan. Do đó, một số tổ chức phi chính phủ và chính phủ Đài Loan đã cố gắng điều chỉnh các website trên Internet. Những nỗ lực trong việc quản lý được kết hợp bởi thực tế là các tổ chức phi chính phủ và chính phủ Đài Loan đôi khi áp dụng thuật ngữ enjo-kōsai không chỉ là việc hẹn hò bù đắp của thanh thiếu niên mà còn cả mại dâm và các website porn trên Internet.

### Hàn Quốc
Hẹn hò bù đắp cũng xảy ra ở Hàn Quốc, nơi mà chính phủ Hàn Quốc coi đây là một hình thức mại dâm. Một báo cáo thường niên của ECPAT International, xuất bản năm 2004, khẳng định rằng 222 cô gái từ 18 tuổi trở xuống đã bị bắt vì tham gia enjo-kōsai vào năm 2000. Hàn Quốc, tương tự như Nhật Bản, đã thông qua luật vào năm 2000 bảo vệ trẻ em khỏi bị bóc lột và mại dâm. Tuy nhiên, do bản chất của vi phạm pháp luật, cụ thể là quyết định của một cô gái tham gia vào hành động, những cô gái này không được pháp luật bảo vệ và phải chịu hình phạt.

### Hồng Kông
Theo các nhân viên xã hội, thanh thiếu niên 15 tuổi tự quảng cáo rằng mình sẵn sàng "hẹn hò bù đắp". Tục lệ này đang trở nên dễ chấp nhận hơn đối với các cô gái tuổi teen Hồng Kông, những người không cho rằng hẹn hò bù đắp là một loại mại dâm. Một số người tin rằng nó khác vì nó không liên quan đến quan hệ tình dục và họ có thể chọn khách hàng của mình, bao gồm từ nam thanh niên đến nam giới đã có gia đình. Một số thậm chí nghĩ rằng họ đang giúp đỡ người khác. Internet cho phép các cô gái có thêm cơ hội để mua sắm, đi ăn hoặc đi xem phim với đàn ông để đổi lại họ được trả tiền để đáp ứng nhu cầu vật chất của họ. Tuy nhiên, do tính chất của tục lệ này, nhiều trường hợp không tránh khỏi việc quan hệ tình dục. Vào tháng 4 năm 2008, vụ sát hại dã man cô gái 16 tuổi, Wong Ka-mui, người đang tham gia một cuộc hẹn hò bù đắp đã thu hút sự chú ý của dư luận.

### Hoa Kỳ
Viện lý do thất nghiệp, vật giá và học phí tăng cao, nhiều sinh viên nợ nần chồng chất. Đối mặt với khó khăn về tài chính, một số nữ sinh viên đang học hoặc mới tốt nghiệp đang tìm đến một "sugar daddy" để được giúp đỡ về tài chính. Theo một báo cáo của The Huffington Post vào năm 2011, các thỏa thuận liên quan đến việc phụ nữ đăng ký miễn phí trên các website với tư cách là ứng viên "sugar baby", sử dụng địa chỉ email đại học của họ. Khách hàng nam, được gọi là "sugar daddy", tham gia các website này với đăng ký trả phí để làm bằng chứng về khả năng tài chính của họ. Các cá nhân được đối sánh trực tuyến, sau đó là các cuộc gặp trực tiếp tại một địa điểm công cộng, chẳng hạn như quán cà phê. Mỗi ứng viên quyết định xem ứng viên kia có phù hợp hay không, tức là tuổi tác, vóc dáng, tính cách v.v. Nếu ứng viên mong muốn, buổi hẹn hò tiếp theo có thể liên quan đến quan hệ tình dục. Huffington Post báo cáo khoản tiền bù đắp khoảng 500 đô la mỗi đêm. Những "sugar baby" lý tưởng dường như là những sinh viên đại học ở độ tuổi dưới "giữa hai mươi".